# Schröcken
Schröcken è un comune austriaco di 214 abitanti nel distretto di Bregenz, nel Vorarlberg.